# Calzedonia
Grup Calzedonia és una empresa Italiana que produeix roba interior, mitges i vestits de bany per a dona, home i nen.

## Història
L'empresa es va fundar el 1986 a Verona i el seu principal accionista i president és Sandro Veronesi, nascut el 1959 a Belluno i llicenciat en Economia i Comerç, que anteriorment havia treballat a Golden Lady. La consellera delegada de l'empresa és Marisa Golo, companya d'estudis de Veronesi. A l'empresa també hi treballen els tres fills de Veronesi: Marcello, Matteo i Federico.
El 2009, segons dades d'una publicació de Mediobanca sobre les principals societats italianes, el Grup Calzedonia va resultar ser un dels set grups empresarials italians en haver superat els mil milions d'euros de facturació anuals. Va obtenir un volum de vendes de 1.500 milions d'euros i un benefici net de 136,9 milions l'any 2012, que va pujar als 1.941 milions d'euros en 2020 i 2.505 milions d'euros en 2021.

## Seus operatives
La seu del grup, actualment, es troba a Dossobuono i compta, a més, amb una seu a Vallese que s'usa per a fins logístics i com a cash and carry del grup, comptant també amb un outlet. Les unitats productives del grup a l'estranger es troben a Croàcia, Bulgària, Sèrbia, Romania i Sri Lanka.

## Marques
Les marques del Grup Calzedonia són:
- Calzedonia[5]
- Intimissimi[6]
- Intimissimi Uomo[7]
- Tezenis[8]
- Falconeri[9]
- Atelier Emé[10]
- Signorvino[11]